# 王朝阳 (1882年)
王朝阳（1882年—1932年），字旭轮，号饮鹤，江苏常熟人。

## 生平
光绪三十年（1904年）进入江苏师范学堂就读，毕业后回乡发展小学教育，1916年至1927年任江苏省立第一师范学校校长。